# Topolice (gmina)
Topolice (do 1870 Trojanowice, od 1973 Żarnów) – dawna gmina wiejska istniejąca do 1954 roku w woj. kieleckim, łódzkim i ponownie kieleckim. Nazwa gminy pochodzi od wsi Topolice, lecz siedzibą władz gminy był Żarnów. 
Gmina Topolice powstała za Królestwa Polskiego w powiecie opoczyńskim w guberni radomskiej 1 stycznia?/13 stycznia 1870 w związku z przemianowaniem dotychczasowej gminy Trojanowice na Topolice (po przyłączeniu do niej zniesionego miasta Żarnów).
W okresie międzywojennym gmina Topolice należała do powiatu opoczyńskiego w woj. kieleckim. 1 kwietnia 1939 roku gminę wraz z całym powiatem opoczyńskim przeniesiono do woj. łódzkiego. Po wojnie gmina przez krótki czas zachowała przynależność administracyjną, lecz już 6 lipca 1950 roku została wraz z całym powiatem przyłączona z powrotem do woj. kieleckiego.
1 lipca 1952 roku gmina składała się z 23 gromad: Adamów, Bronów, Budków, Daleszewice, Dąbrówka, Dłużniewice, Dorobna Wieś, Dorobna Wola, Grzymałów, Miedźna Murowana, Pilichowice, Radwan, Sokołów, Solec, Stanisławów, Stawowice, Stawowiczki, Straszowa Wola, Sylwerynów, Topolice, Tresta, Trojanowice i Żarnów.
Jednostka została zniesiona 29 września 1954 roku wraz z reformą wprowadzającą gromady w miejsce gmin. Po reaktywowaniu gmin 1 stycznia 1973 roku gminy Topolice nie przywrócono, utworzono natomiast jej terytorialny odpowiednik, gminę Żarnów w tymże powiecie i województwie.